# Мальше
Ма́льше (чеш. Malše) или Мальч (нем. Maltsch) — река в Южночешском крае Чехии и австрийской федеральной земле Верхняя Австрия.

## Характеристика реки
Является правым притоком реки Влтава. Исток реки находится в Австрии на северо-восточном склоне горы Фиберг (коммуна Зандль), в Австрии река называется Мальч. На протяжении 22 километров служит государственной границей между Чехией и Австрией. Начиная от города Долни Двориште Мальше течёт по территории Чехии. На реке расположены населённые пункты Рихнов-над-Мальше, Каплице, Ржимов и Доудлеби. Устье Мальше расположено в районе Ческе-Будеёвице на высоте 385 м над уровнем моря. В Ческе-Будеёвице река разделяется на два рукава, образующие Сокольский остров, на котором построен со спортивный комплекс.
Длина реки — 96 км. Площадь бассейна реки — 979,1 км², по другим данным 962,17 км². Среднегодовой расход воды на гидрометрической станции посёлке Поршешин составляет 4,0 м³/с. Максимльные значения в паводковый период расход могут достигать 107 м³/с. На станции Рудне расход воды 7,26 м³/с. Среднегодовое количество осадков в бассейне реки составляет 794 мм.
Главные притоки: Зборовский поток (12 км), Стропнице (54 км), Черна (26,5 км), Каменице (11,5 км) и Фельбербах.

## Геология
Преобладающими материнскими породами в бассейне реки являются парагнейс, диорит и гранит.

## Хозяйственная деятельность
В 1978 году в низовьях реки около посёлка Ржимов, к югу от Ческе-Будеёвице, создано Ржимовское водохранилище для обеспечения населения питьевой водой.
В пределах водосбора около 32 % земель используется под пашни, 19 % занимают луга, на 43 % ведётся лесопользование и 2 % относятся к землям населённых пунктов.